# Wikipedia in gallese
La Wikipedia in gallese (in gallese Wicipedia Cymraeg), spesso abbreviata in cy.wiki, è l'edizione in lingua gallese dell'enciclopedia online Wikipedia.

## Storia
È stata aperta a luglio 2003.

## Statistiche
La Wikipedia in gallese ha 282 187 voci, 524 447 pagine, 98 585 utenti registrati di cui 119 attivi, 11 amministratori e una "profondità" (depth) di 19 (al 10 luglio 2025).
È la 42ª Wikipedia per numero di voci ma, come profondità, è la 56ª fra quelle con più di 100 000 voci (al 14 ottobre 2024).

## Cronologia
- 9 aprile 2004 — supera le 1000 voci.
- 23 giugno 2007 — supera le 10 000 voci.
- 19 luglio 2013 — supera le 50 000 voci ed è la 62ª Wikipedia per numero di voci.
- 27 marzo 2018 — supera le 100 000 voci ed è la 60ª Wikipedia per numero di voci.
- 9 settembre 2022 — supera le 150 000 voci ed è la 60ª Wikipedia per numero di voci.
- 12 settembre 2022 — supera le 200 000 voci ed è la 51ª Wikipedia per numero di voci.